# Nyssia graecaria
Nyssia graecaria là một loài bướm đêm trong họ Geometridae.